# Impact Wrestling Victory Road
Victory Road is een professioneel worstel- en Impact Plus evenement dat georganiseerd wordt door de Amerikaanse worstelorganisatie Impact Wrestling (voorheen bekend als Total Nonstop Action Wrestling (TNA)). Victory Road was de allereerste drie uur durende pay-per-view (PPV) evenement in november 2004. Vanaf 2006 bekwam het een jaarlijks evenement voor de maand juli. Alle evenementen, behalve het evenement in 2008, werden gehouden in de Impact Zone. In januari 2011 werd er aangekondigd dat het evenement zou worden verplaatst van juli naar maart, waarbij van plaats zou worden gewisseld met TNA's traditionele PPV voor maart, Destination X.

## Geschiedenis
Het inaugurele evenement vond plaats op 7 november 2004 in de Impact Zone in Orlando, Florida. Alle evenementen van Victory Road vonden plaats in de Impact Zone, behalve voor de 2008 editie, die plaatsvond in het Reliant Arena in Houston, Texas.
In 2005 was Victory Road vervangen door het evenement Unbreakable. Vanaf 2006 was Victory Road een jaarlijks evenement.

## Evenementen
| Evenement         | Datum             | Stad                 | Locatie            | Main Event |
| ----------------- | ----------------- | -------------------- | ------------------ | --- |
| Victory Road 2004 | 7 november 2004   | Orlando, Florida     | Impact Zone        | Jeff Jarrett (c) vs. Jeff Hardy in een Ladder match voor het NWA World Heavyweight Championship |
| Victory Road 2006 | 16 juli 2006      | Orlando, Florida     | Impact Zone        | Christian Cage vs. Samoa Joe vs. Scott Steiner vs. Sting in een 4-way match om de eerst volgende tegenstander te worden voor het NWA World Heavyweight Championship                                                                                            |
| Victory Road 2007 | 15 juli 2007      | Orlando, Florida     | Impact Zone        | TNA World Heavyweight Champion Kurt Angle & TNA X Division Champion Samoa Joe vs. TNA World Tag Team Champions Team 3D (Brother Devon & Ray) in een Winners Takes All tag team match voor het TNA World Heavyweight, World Tag Team en X Division Championship |
| Victory Road 2008 | 13 juli 2008      | Houston, Texas       | Reliant Arena      | Samoa Joe (c) vs. Booker T voor het TNA World Heavyweight Championship |
| Victory Road 2009 | 19 juli 2009      | Orlando, Florida     | Impact Zone        | Kurt Angle (c) vs. Mick Foley voor het TNA World Heavyweight Championship |
| Victory Road 2010 | 11 juli 2010      | Orlando, Florida     | Impact Zone        | Rob Van Dam (c) vs. Abyss vs. Jeff Hardy vs. Mr. Anderson in een 4-way match voor het TNA World Heavyweight Championship |
| Victory Road 2011 | 13 maart 2011     | Orlando, Florida     | Impact Zone        | Sting (c) vs. Jeff Hardy voor het TNA World Heavyweight Championship |
| Victory Road 2012 | 18 maart 2012     | Orlando, Florida     | Impact Zone        | Bobby Roode vs. Sting in een No Holds Barred match |
| Victory Road 2017 | 28 september 2017 | Orlando, Florida     | Impact Zone        | Eli Drake (c) vs. Johnny Impact voor het GFW Global Championship |
| Victory Road 2019 | 14 september 2019 | Enid, Oklahoma       | Stride Bank Center | Michael Elgin vs. TJP |
| Victory Road 2020 | 3 oktober 2020    | Nashville, Tennessee | Skyway Studios     | Eric Young vs. Eddie Edwards voor het Impact World Championship |